# 女超人 (電視劇)
《超少女》（英語：Supergirl）是一部美國超級英雄動作冒險電視劇，由製片人艾莉·安德勒和兩位綠箭宇宙開發者葛瑞格·貝蘭提和安德魯·克瑞斯伯格合作開發，於2015年10月26日在CBS首播的电视剧。 劇集以DC漫畫中之女超人角色改編而來，由奧拓·賓得與阿爾·派拉斯提諾創立。
2015年11月30日，CBS宣布預訂全季20集。 2016年5月12日，華納電視公司宣布因製作費用過高、收視未達CBS標準之緣故，於是將本劇轉接至The CW續訂第二季，並於2016年10月10日首播。於2017年1月8日，The CW宣布續訂第三季。2018年4月2日，The CW宣布續訂第四季，並將從週一移往週日檔期首播，預計於2018年10月回歸。
本劇自第一季起就獲得好評，評論稱讚該劇的創作方向、演繹陣容（尤其梅莉莎·班諾伊飾演的卡拉·佐-艾爾）、以及劇中的一些跟現實社會相關的主題。2019年1月，本劇續訂第五季，在2019年10月6日時開播。2020年1月，本劇續訂第六季，之後宣佈第六季將會是最終季，預計於2021年中旬回歸。

## 劇情
| 季數 | 集数 | 集数 | 首播日期       | 首播日期      | 首播日期 |
| 季數 | 集数 | 集数 | 首映           | 季终          | 电视网   |
| ---- | ---- | ---- | -------------- | ------------- | -------- |
| 1    | 20   | 20   | 2015年10月26日 | 2016年4月18日 | CBS      |
| 2    | 22   | 22   | 2016年10月10日 | 2017年5月22日 | The CW   |
| 3    | 23   | 23   | 2017年10月9日  | 2018年6月18日 | The CW   |
| 4    | 22   | 22   | 2018年10月14日 | 2019年5月19日 | The CW   |
| 5    | 19   | 19   | 2019年10月6日  | 2020年5月17日 | The CW   |
| 6    | 20   | 20   | 2021年3月30日  | 2021年11月9日 | The CW   |

氪星女孩卡拉·佐-艾爾13歲時，與堂弟凱-艾爾在氪星毀滅之際本將被家人一同被送到地球生存，但她的太空艙卻不小心掉進時間不流逝的幻影區，使她沉睡多年才抵達地球。卡拉迫降醒來後發現堂弟凱早已成為鼎鼎大名的英雄「超人」，並得到他的幫助寄往丹佛斯夫婦領養，也在成長階段時隱藏自己的超能力。現已24歲的卡拉，意識到自己所居住的「國際市」（National City）需要她的保護，迫使他決定挺身而出，在國際市打擊犯罪，並解決民眾的疑難雜症。

### 第一季
卡拉為了拯救姐姐艾莉絲而首次暴露存在並當上女超人，但負責緝拿外星逃犯的政府秘密部門「超自然行動局」突然前來干預，並從他們口中得知，當年被她母親在氪星緝捕的各種危險的外星罪犯，其所關押的氪星監獄「羅茲堡」意外伴隨她的宇宙船一起被送到地球上。部分囚犯逃出後開始潛藏在世界各個角落、作惡多端，裡面的罪犯甚至包括一些來自氪星的激進分子。因此，卡拉設法與作戰部合作緝捕這些罪犯時，同時也得面對地球上的危險分子，化身為「女超人」來為世界與國際城證明自己的存在價值。

### 第二季
經過羅茲堡戰役後，卡拉開始繼續和她的盟友們維護世界安危，這時冒出一個勢力龐大、專攻非法實驗的神秘組織「卡德摩斯」，開始威脅到包含卡拉在內的外星難民註冊法案；組織其中一位成員是卡拉和艾莉絲失散多年的父親傑瑞麥·丹佛斯。喬恩得到赦免後巧遇另一名叫梅根·摩絲的女火星人，但後來發現她和自己經歷過的滅族戰爭有著神秘牽連。而詹姆斯也同樣從普通攝影師，當上維護正義的蒙面英雄「守護者」。卡拉認識一位同樣流亡到地球上的達薩姆星男子蒙艾，並很快就和他結成朋友乃至情侶關係，但由於雙方的母星在想法上一直勢不兩立，兩人的感情始終受挫。卡拉隨著各地犯罪持續升級，就連她姐姐艾莉絲都出櫃並迎接她的新戀情。一切的瞬息萬變，逐漸開始讓卡拉喘不過氣，然而她只能振作起來，敢於面對新的變化及威脅。

### 第三季
卡拉經過和戀人痛苦分離後，獨自度過痛不欲生的七個月，於這段期間開始靠四處打擊犯罪來消遣悲傷情緒，甚至開始懷疑她是否要放棄人類身份，以永遠接納她的英雄使命。經過一場重大案件，卡拉才學會接受並找回自我，而蒙·艾爾後來突然現身於地球本讓她感覺皆大歡喜，但後來才得知他曾經穿越到31世紀的未來並度過七年，甚至和另一名女子結婚。另一邊，喬恩短暫參與火星反抗戰爭時，驚訝地得知他的父親梅林·瓊茲其實還活著。而艾莉絲原本迫不及待地籌辦她和女友瑪姬的婚禮，但後來卻因為要小孩的事情不對盤，兩人因此忍痛分手。而一位卡拉和艾莉絲的新朋友薩曼莎·艾莉亞斯，表面看似是普通單親媽媽的她，其實是一位氪星不明派系所哺育出來活人武器「滅世者」（Worldkiller）之領袖「主宰」（Reign）。

### 第四季
近兩年來所發生眾多起重大外星事件，為人類造成大多死傷和災難，導致全國各地開始掀起一片反外星人聲浪。當長期支持外星人平等權利的瑪斯汀總統的外星人身份遭揭發而被迫卸任後，一直以來受人類愛戴的卡拉，這次面對前所未有的人類和外星人之間的種族衝突。厭惡外星人的武裝極端份子「自由使者」帶頭發起一系列針對外星人的恐怖活動，卡拉即使想盡辦法贏回民心卻於事無補，作為恐怖分子的自由使者反而鼓舞更多人類加入他的勢力。新上任的美國總統對自由使者的所為坐視不管，卡拉的影響力開始慢慢崩塌，僅能獨自想辦法挽回局面。而卡拉當時還不知道，在西伯利亞邊境國家卡茲尼亞中其實生活著“另一個她”，當時正在受人協助進行各種軍事訓練，準備一舉奪下美國建立“新秩序”。

### 第五季
卡拉擊敗雷克斯·路瑟而力纜狂瀾，化解人類與外星人之間的種族衝突，但代價卻是莉娜被雷克斯告知卡拉是女超人的真相。莉娜這一生接連受身邊的親朋好友背叛，這個真相徹底壓垮她心中的最後一棵稻草，導致她開始步入黑暗，轉念動用科技而籌備著對卡拉的復仇。未知莉娜已知情自己身份的卡拉，正打算告知莉娜所有實情，得知凱特企業已被一位新總裁安卓莉亞·羅哈斯接手，其還身為全球榜首的科技企業繼承人，意圖靠科技力量征服媒體力量。喬恩突然被另一位緑火星人獵殺，其自稱是他的“親兄弟”，不知所措的喬恩最終發現跟他自己所埋沒的過去有關。與此同時，一個躲在幕後的秘密結社「利維坦」開始蠢蠢欲動，安排一系列足以毀天滅地的人為災難，面臨著友情破碎的卡拉不知如何面對如此“難上加難”。

### 第六季
隨著利維坦瓦解以及雷克斯的陰謀挫敗，卡拉被落敗的雷克斯逐至漫無邊際的幻影區。當其他英雄開始想辦法救她時，受困黑暗中的卡拉巧遇久別的親人、與一名同樣放逐至此的五維空間前公主妮可西。卡拉與她合作逃生時卻深感妮可西“心懷不軌”，被迫阻止她逃生而埋下日後衝突的種子。經過一行人聯手努力，卡拉最終陪親人回歸現實世界，卻不知道妮可西尾隨其後共同迎向自由。妮可西隨即開始在現實中促成一個又一個危機，強大魔法能力使卡拉無法匹敵，甚至無數次看著敵人從眼前脫逃。卡拉承認這是自己一生面對的最難挑戰，僅能跟妮可西周旋、競爭，全力搜集具有魔法能量的「七大圖騰」作為對抗手段。搜集圖騰的過程充滿艱辛苦難，使卡拉開始捫心自問，自己是否要繼續當英雄作為城市的希望象征，或是去當回一個平凡人。

## 评价

### 剧评人评价
| 季度 | 季度 | 批评反馈       | 批评反馈        |
| 季度 | 季度 | 烂番茄         | Metacritic      |
| ---- | ---- | -------------- | --------------- |
|      | 1    | 95% (74篇评论) | 75分 (33篇评论) |
|      | 2    | 92% (19篇评论) | 81分 (4篇评论)  |
|      | 3    | 80% (13篇评论) | TBA             |
|      | 4    | 90% (86篇评论) | TBA             |

评论采编网站烂番茄对首季给出了95%的剧评人新鲜度，根据73篇评论产生的加權平均评分为7.6/10。该网站的批评共识中写道：「《女超人》这部家庭向的漫画改编作品选择了用爱心代替愤世嫉俗，其中梅莉莎·班諾伊所饰演的超人的勇敢小表姐是一大亮点。」使用加权平均的Metacritic根据33名剧评人的评论，给出了满分100分下的75分，代表「总体正面评价」。IGN的Cliff Wheatley给首播集打出了7/10分，同时赞扬梅莉莎·班諾伊的表演，以及对超人传说的趣味解读。
烂番茄对第二季给出了92%的剧评人新鲜度，根据19篇评论产生的加權平均评分为7.9/10。该网站的批评共识中写道：“《女超人》中更知名的表弟的到来丝毫没有影响该剧的主人公，她继续为我们带来力量、动作和亲切感。」Metacritic根据4名剧评人的评论，给出了满分100分下的81分，代表“普遍好评”。
烂番茄对第三季给出了80%的剧评人新鲜度，基于13篇评论产生的加權平均评分则为7.3/10。该网站上的批评共识写道：“更沉重的主题带来更重的风险与后果，但《女超人》给予了它的同名主人公，以及她的超级班底充足的成长空间，创造出平衡良好而引人入胜的第三季。”
烂番茄对第三季给出了90%的剧评人新鲜度，基于86篇评论产生的加權平均评分则为7.5/10。该网站上的批评共识写道：“虽基调上有些许不连贯，好在有力而适时应务的剧本被充满魅力的演员阵容栩栩如生地展现出来，第四季的《女超人》仍就高高翱翔。”

### 收視
| 季數 | 播出時間（ET）                               | 電視網 | 集數   | 首映           | 首映          | 季終          | 季終          | 電視季度 | 18–49歲 收視 排名 | 18–49歲 收視 平均 | 收視人数 排名 （百萬） | 平均 收視人数 （百萬） |
| 季數 | 播出時間（ET）                               | 電視網 | 集數   | 日期           | 收視 （百萬） | 日期          | 收視 （百萬） | 電視季度 | 18–49歲 收視 排名 | 18–49歲 收視 平均 | 收視人数 排名 （百萬） | 平均 收視人数 （百萬） |
| ---- | -------------------------------------------- | ------ | ------ | -------------- | ------------- | ------------- | ------------- | -------- | ----------------- | ----------------- | ---------------------- | ---------------------- |
| 1    | 星期一 20:30（Ep 1） 星期一 20:00（Ep 2–20） | CBS    | 20     | 2015年10月26日 | 12.96         | 2016年4月18日 | 6.11          | 2015–16  | 32                | 2.5               | 37                     | 10.03                  |
| 2    | 星期一 20:00                                 | The CW | 22     | 2016年10月10日 | 3.06          | 2017年5月22日 | 2.12          | 2016–17  | 95                | 1.2               | 113                    | 3.75                   |
| 3    | 星期一 20:00                                 | The CW | 23     | 2017年10月9日  | 1.87          | 2018年6月18日 | 待定          | 2017–18  | 待定              | 待定              | 待定                   | 待定                   |
| 4    | 星期日 20:00                                 | The CW | 待公布 | 2018年10月14日 | 1.52          | 2019年5月19日 | 待定          | 2018–19  | 待定              | 待定              | 待定                   | 待定                   |

## 海外播出
| 季數 | 季數 | 香港           | 香港          | 亞洲          | 新馬          | 台灣          |
| 季數 | 季數 | 無綫電視明珠台 | Netflix       | 華納電視頻道  | Netflix       | Netflix       |
| ---- | ---- | -------------- | ------------- | ------------- | ------------- | ------------- |
|      | 1    | 2016年2月18日  | 2017年6月16日 | 2016年5月31日 | 2017年6月12日 | 2017年6月16日 |
|      | 2    | 2017年1月18日  | TBA           | 2017年4月17日 | TBA           | 2018年4月11日 |
|      | 3    | 2018年1月31日  | TBA           | TBA           | TBA           | 2019年4月10日 |
|      | 4    | 2019年3月27日  | TBA           | TBA           | TBA           | TBA           |